# Волчьи Горы (Ленинградская область)
Во́лчьи Го́ры (фин. Suvenmäki) — упразднённая деревня на территории Романовского сельского поселения Всеволожского района Ленинградской области, в настоящее время — урочище Бабино, местонахождение одноимённого садоводческого массива.

## Географическое положение
Деревня находилась к северу от автодороги 41К-065 (Санкт-Петербург — Матокса), к северо-западу от посёлка Углово, и к юго-западу и смежно с упразднённой деревней Бабино.

## История
Большую часть населения деревни составляли переселенцы и потомки переселенцев из Финляндии, так называемые «финляндские карелы».
Согласно карте Шлиссельбургского уезда 1895 года деревня Волчьи Горы насчитывала 24 двора. 

ВОЛЧЬИ ГОРЫ — посёлок арендаторов имения Рябово на земле Угловского сельского общества при земском тракте из Рябовской в Токсовскую волость, в 2 верстах от р. Лепсари, смежен с деревней Бабино. (1896 год)

В конце XIX — начале XX века деревня административно относилась к Рябовской волости 2-го стана Шлиссельбургского уезда Санкт-Петербургской губернии.
В 1909 году, согласно карте Санкт-Петербургской губернии, деревня состояла из 32 дворов.
По данным Рябовского продовольственного комитета на начало 1918 года в деревне Волчьи Горы и соседней с ней деревне Бабино проживали 358 человек.
По сведениям Рябовского волостного совета в декабре 1921 года в деревне насчитывалось 129 жителей.
В конце 1924 года в деревне числилось 67 мужского и 72 женского пола, всего 139 прихожан Рябовской лютеранской церкви.
Согласно переписи населения СССР 1926 года:

ВОЛЧЬИ ГОРЫ — деревня Романовского сельсовета Ленинской волости Ленинградского уезда, 31 хозяйство, 145 душ.

Из них: русских — 2 хозяйства, 6 душ; ингерманландцев — 1 хозяйство, 2 души; суоми — 26 хозяйств, 130 душ; ижор — 2 хозяйства, 7 душ. (1926 год)

В 1928 году население деревни составляло 110 человек.

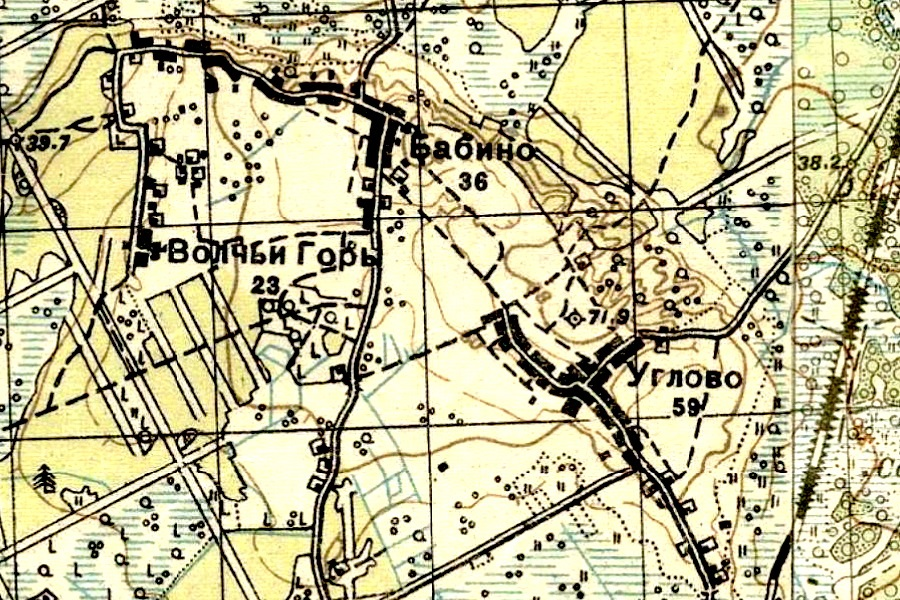
Деревня Волчьи Горы на карте 1931 года

Согласно топографической карте РККА 1931 года деревня насчитывала 23 двора. 
По административным данным 1933 года деревня Волчьи Горы относилась к Романовскому финскому национальному сельсовету.
В 1938 году население деревни насчитывало 96 человек, из них русских — 30 человек, финнов — 66 человек.
Согласно переписи населения 1939 года:

ВОЛЧЬЯ ГОРА — деревня Романовского сельсовета Всеволожского района, 83 чел. (1939 год)

В 1940 году население деревни также составляло 83 человека.
До 1942 года — место компактного проживания ингерманландских финнов.
В 1950 году, согласно справочнику по административно-территориальному делению Ленинградской области, деревня была снята с административного учёта с формулировкой «в деревне населения нет».